# Nadol
Nadol és una població censal al tehsil de Desuri, districte de Pali, Rajasthan, Índia. El temple d'Ashapura Mataji i Shri Nadol Tirth atreuen pelegrins.

## Demografia
Segons el cens de 2001, Nadol té una població de 9.020 habitants amb 4.437 mascles i 4.583 femelles.

## Història
Nadol es va dir antigament Naddula. El Chahamanes de Naddula (també Chauhans de Nadol) van governar la ciutat i les seves àrees circumdants entre els segles x i xii. El fundador de la branca chauhan fou Lakshmana, un príncep de la dinastia chauhan o chahamana de Shakambhari que va fundar el principat a Nadol, mentre el seu germà Simharaja ascended el tron ancestral a Shakambhari.[2] Nadol va ser governat pels seus descendents fins que Jayatasimha va ser derrotat pels gúrides sota Àybak. Més tard, el chauhan de Jalore, Udayasimha (un parent de Jayatasimha) va capturar Nadol.[3] L'àrea va ser capturada pel Delhi Sultanate després que Ala al-Din Mihàmmad Khalji va derrotar a Kanhadadeva, un descendent de Udayasimha.